# As-Safá
As-Safá (en árabe: الصفا, aṣ-Ṣafā), también conocido como Tulul al-Safá (تلول الصفا, Tulūl aṣ-Ṣafā «cerros del Safá») es una región montañosa que se encuentra en el sur de Siria, al noreste de Monte Druso (o Jabal al-'Arab). Consiste en un campo de lava basáltica de origen volcánico, que cubre un área de 220 km² y contiene al menos 38 conos de ceniza. Este campo volcánico se encuentra en la parte norte las tierras volcánicas conocidas como Harrat Ash Shamah, y se extiende por el sur de Siria, el este de Jordania y el norte de Arabia Saudita. La región es extremadamente escasa en agua. Se observó un lago de lava hirviendo en el área volcánica de As-Safa a mediados del siglo XIX.

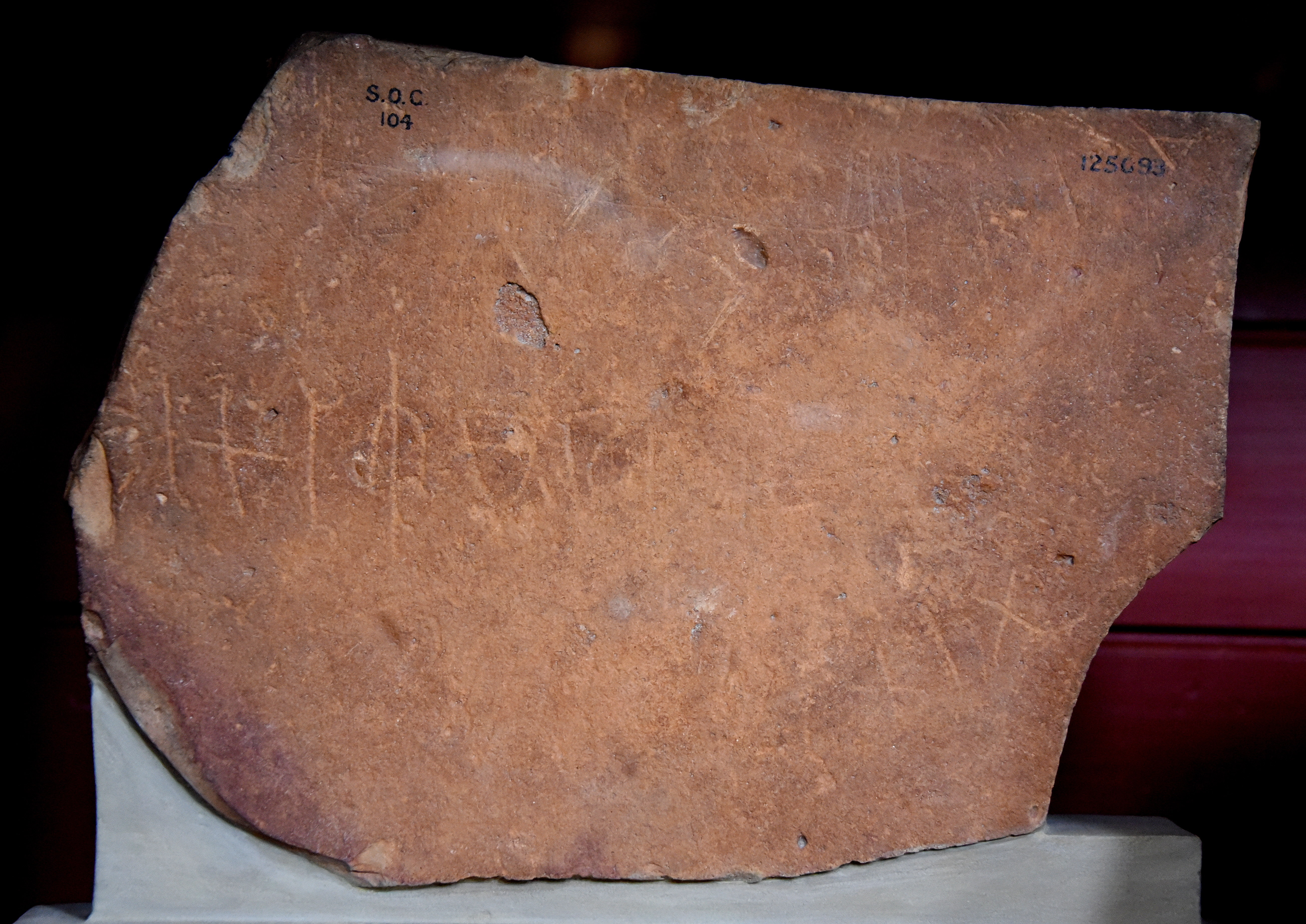
Roca arenisca roja de As-Safa con escritura safaítica y la figura de un camello, actualmente en el Museo Británico.

La región ha sido utilizada frecuentemente por los drusos a través de la historia como refugio durante los años de guerra. Actualmente, toda la región se encuentra dentro de la gobernación de As-Suwayda, ya que las fronteras de la gobernación corren a lo largo de los límites de la región. Solo los beduinos itinerantes lo visitan ocasionalmente, además de algunos arqueólogos. Las inscripciones en escritura safaítica se descubrieron por primera vez en esta área en 1857, y fueron nombradas así por la región.
Durante guerra civil siria, al-Safa se convirtió en el último área bajo control de Estado Islámico en las gobernaciones de As-Suwayda y Rif-Dimashq. Fueron rodeados por el Ejército sirio en la ofensiva de As-Suwayda (agosto-noviembre de 2018). El área fue capturada el 17 de noviembre de 2018.

## Conos volcánicos en As-Safa
- Tell el Aqzass (Tell el Aqzass) 889 m.
- Tell ed Ders (Tell ed Ders) 878 m.
- Jabal Rghēli (Jabal Rgheli) 874 m.
- Tell Darayir Šimāli (Tell Darayer Shimali) 844 m.
- Tell Um Ħwār (Tell Um Hwar) 818 m.
- Tell Um el Janbrīs (Tell Um el Janbris) 808 m.
- Tell Darayir Qebli (Tell Darayir Qebli) 803 m.
- Tell ‘Ali (Tell Ali) 770 m.
- Tell al Khēl (Tell el Kheil) 765 m.
- Tell Eş Şafa (Tell Es Safa) 739m.
- Tell Ţarrān (Tell Tarran) 731 m.
- Jabal Sīs (Jabal Sees) 692 m.
- Tell Zqēţa (Tell Zqeita) 670 m.
- Jabal el Jarīn (Jabal el Jareen) 657 m.
- Jabal Abū Ghanem (Jabal Abu Ghanem) 632 m.